# Donkere knobbeldaas
De donkere knobbeldaas (Hybomitra pilosa) is een vliegensoort uit de familie van de dazen (Tabanidae). De wetenschappelijke naam van de soort is voor het eerst geldig gepubliceerd in 1858 door Loew.